# Bengt A. Klang
Bengt Alfred Klang, född 23 april 1936 i Lomma, död 16 januari 2020 i Lidköping, var en svensk överläkare och politiker (folkpartist).
Bengt A. Klang var riksdagsersättare för Skaraborgs läns valkrets en period 1988. Han var då ersättare i jordbruksutskottet.